# Howie Dallmar
Howard "Howie" Dallmar (nacido el 24 de mayo de 1922 en San Francisco, California y fallecido el 19 de diciembre de 1991 en Menlo Park, California)  fue un jugador y entrenador de baloncesto estadounidense que jugó durante 3 temporadas en la BAA. Con 1,93 metros de altura, jugaba en la posición de alero. Después de retirarse se convirtió en entrenador, dirigiendo durante 27 años equipos universitarios.

## Trayectoria deportiva

### Universidad
Jugó durante dos temporadas con los Indians de la Universidad Stanford, consiguiendo junto con su equipo ganar el Torneo de la NCAA en 1942, en el cual además fue nombrado Mejor jugador. En la Final Four promedió 10,0 puntos por partido. En 1944 fue transferido a la Universidad de Pensilvania, donde fue seleccionado en el segundo equipo consensuado All-American.

### Profesional
Tras participar en la Segunda Guerra Mundial, firmó contrato profesional con los Philadelphia Warriors. En su primera temporada fue el tercer mejor anotador de su equipo, tras Joe Fulks y Angelo Musi, y el mejor pasador, con 1,7 asistencias por partido, en una temporada en la que se proclamarían campeones de la BAA. La final la pasó cojeando debido a callos en un pie, pero aun así resultó decisivo en el 5º partido en el antiguo Philadelphia Arena. "Nadie esperaba que jugara", dijo Edward Gottlieb, entrenador de los Warriors, que no puso de titular a Dallmar para que su pie descansara y se pudiera recuperar. Pero más allá de eso, Dallmar se sentó ahí en el banquillo, estuvo insistiendo a Gottlieb para que le dejara jugar y acabó resultando decisivo merced a una canasta ganadora. Con 80–80 en el marcador y con menos de un minuto por jugar, Howie Dallmar saltó a la pista y llevó a los Warriors al 83–80 final y al primer título.
En su segunda temporada sus promedios subirían hasta los 12,2 puntos y 2,5 asistencias, acabando como el jugador que más pases de canasta dio de toda la liga, y siendo elegido en el Mejor quinteto de la BAA.
Tras una temporada más, Dallmar se retiró definitivamente. En el total de su carrera promedió 9,6 puntos y 2,3 asistencias por partido.

### Entrenador
Nada más retirarse, aceptó una oferta para ser el entrenador de la Universidad de Pensilvania, donde en los 6 años que allí estuvo obtuvo un récord de 105 victorias y 51 derrotas. Tras esa etapa regresó a Stanford también como entrenador principal, donde estuvo durante 21 temporadas, en las que logró un balance de 264 victorias por otras tantas derrotas, siendo el entrenador de los Cardinal (entonces denominados Indians) que más partidos ha terminado ganados.

## Estadísticas de su carrera en la NBA

### Temporada regular
| Temporada | Edad | Equipo                | Liga | P   | TIT | MIN | TC  | TCA  | %TC  | 3P | 3PA | %3P | TL  | TLA | %TL  | R.OF. | R.DEF. | REB | ASIS | ROB | TAP | PER | FP  | PTS  |
| 1946-47   | 24   | Philadelphia Warriors | BAA  | 60  |     |     | 3.3 | 11.8 | .280 |    |     |     | 2.2 | 3.4 | .640 |       |        |     | 1.7  |     |     |     | 2.4 | 8.8  |
| 1947-48   | 25   | Philadelphia Warriors | BAA  | 48  |     |     | 4.5 | 16.3 | .275 |    |     |     | 3.3 | 4.4 | .744 |       |        |     | 2.5  |     |     |     | 2.9 | 12.2 |
| 1948-49   | 26   | Philadelphia Warriors | BAA  | 38  |     |     | 2.8 | 9.0  | .307 |    |     |     | 2.2 | 3.1 | .716 |       |        |     | 3.1  |     |     |     | 2.7 | 7.7  |
| Total     |      |                       | BAA  | 146 |     |     | 3.6 | 12.6 | .283 |    |     |     | 2.5 | 3.6 | .698 |       |        |     | 2.3  |     |     |     | 2.6 | 9.6  |

### Playoffs
| Temporada | Edad | Equipo                | Liga | P  | MIN | TCA | TC  | 3PA | 3P | TLA | TL | R.OF. | REB | ASIS | ROB | TAP | PER | FP | PTS | %TC  | %3P | %FT  | MIN | PTS | REB | AST |
| 1946-47   | 24   | Philadelphia Warriors | BAA  | 10 |     | 26  | 104 |     |    | 30  | 40 |       |     | 16   |     |     |     | 28 | 82  | .250 |     | .750 |     | 8.2 |     | 1.6 |
| 1947-48   | 25   | Philadelphia Warriors | BAA  | 13 |     | 38  | 178 |     |    | 30  | 48 |       |     | 37   |     |     |     | 55 | 106 | .213 |     | .625 |     | 8.2 |     | 2.8 |
| 1948-49   | 26   | Philadelphia Warriors | BAA  | 2  |     | 4   | 18  |     |    | 5   | 7  |       |     | 4    |     |     |     | 9  | 13  | .222 |     | .714 |     | 6.5 |     | 2.0 |
| Total     |      |                       | BAA  | 25 |     | 68  | 300 |     |    | 65  | 95 |       |     | 57   |     |     |     | 92 | 201 | .227 |     | .684 |     | 8.0 |     | 2.3 |

## Fallecimiento
Dallmar falleció el 19 de diciembre de 1991 en su residencia de Menlo Park, en California, a los 69 años de edad, víctima de una insuficiencia cardíaca. Dejó mujer, 3 hijos y 7 nietos.